# Pyura multiruga
Pyura multiruga är en sjöpungsart som beskrevs av Monniot 1982. Pyura multiruga ingår i släktet Pyura och familjen lädermantlade sjöpungar.
Artens utbredningsområde är Södra Ishavet. Inga underarter finns listade i Catalogue of Life.